# NGC 3481
NGC 3481 is een spiraalvormig sterrenstelsel in het sterrenbeeld Beker. Het hemelobject werd in 1886 ontdekt door de Amerikaanse astronoom Ormond Stone.
Net ten zuidoosten van NGC 3481 bevindt zich, vanaf de Aarde gezien, de ster HD 95246 (magnitude +8).
Waarnemers in de Benelux kunnen, aan de hand van NGC 3481 en HD 95246, op zoek gaan naar de gordel van geostationaire satellieten. De telescoop met volgmechanisme dient naar NGC 3481 of HD 95246 gericht te worden, de geostationaire satellieten bewegen traag doorheen het beeldveld.

## Synoniemen
- MCG -1-28-16
- IRAS 10569-0716
- PGC 33097